# 異世界還りのおっさんは終末世界で無双する
『異世界還りのおっさんは終末世界で無双する』は羽々音色によるオンライン小説。小説投稿サイト「小説家になろう」で2020年4月17日から連載中。同サイトではパニックジャンル日間・週間・月間・四半期・年間・累計ランキング一位獲得。
2021年9月5日より『コミックノヴァ』（一二三書房）にてダンタガワによる漫画版が連載中。

## ストーリー
現代日本から異世界転移先のファンタジー世界で勇者パーティと力を合わせて魔王を撃破した柳木 薊38歳。過酷な旅のなかで人間の負の側面や殺し合いの日々で薊の心は摩耗し、獲得してしまった冷徹さを虚しく思いながら、使命を終えて異世界から帰還した薊がアパートでくつろぐ間もなく外を見てみれば世界はゾンビが蔓延る終末を迎えていた。
異世界で手にした超人的な能力や魔力をそのまま身に宿した薊は、かろうじて生き延びていた少女・カエデや正義感と使命感に忠実な警察官の織田、転移前の職場の後輩のユキなど、様々な生存者と関わりその助けになっていく過程でその心に変化が訪れていく。

## 書誌情報（漫画）
- 羽々音色 『異世界還りのおっさんは終末世界で無双する』 一二三書房〈ノヴァコミックス〉、既刊5巻（2025年6月25日現在）
  1. 2022年3月18日発売[5]、ISBN 978-4-89199-799-1
  2. 2022年11月18日発売[6]、ISBN 978-4-89199-885-1
  3. 2023年10月25日発売[7]、ISBN 978-4-8242-0048-8
  4. 2024年6月25日発売[8]、ISBN 978-4-8242-0198-0
  5. 2025年6月25日発売[9]、ISBN 978-4-8242-0459-2